# Église de Rääkkylä
L'église de Rääkkylä (en finnois : Rääkkylän kirkko) est une église en bois située à Rääkkylä en Finlande,.

## Présentation
L'église conçue par Ernst Bernhard Lohrmann dans un style Empire tardif est bâtie par Theodor Johannes Tolpo (fi) de 1849 à 1851.
Elle ressemble beaucoup à l'église de Ruokolahti. 
Par sa taille, c'est la deuxième église en bois de Finlande , elle peut accueillir 1200 personnes.
Elle est couverte par une coupole octogonale sous laquelle est construite une galerie. 
Les piliers cannelés et les chapiteaux des pilastres en bois sculpté sont des détails caractéristiques de l'église.
La nef a sa forme actuelle depuis la pose des coffrages sous la direction d'Ilmari Launis.
L'édifice est rénové en 1915 et en 1966.
En 1984 et 1997 on a rénové et repeint l'extérieur.
Le toit en cuivre est posé en 1984, le coq posé sur le toit est unique dans les églises de la Finlande orientale.
L'orgue à 21 jeux est fourni en 1975 par la fabrique d'orgues de Kangasala mais sa façade est réalisé par Albanus Jurva en 1899.
Le retable représentant la Résurrection est peint par Eino Johannes Härkönen (fi) en 1929.

## Galerie

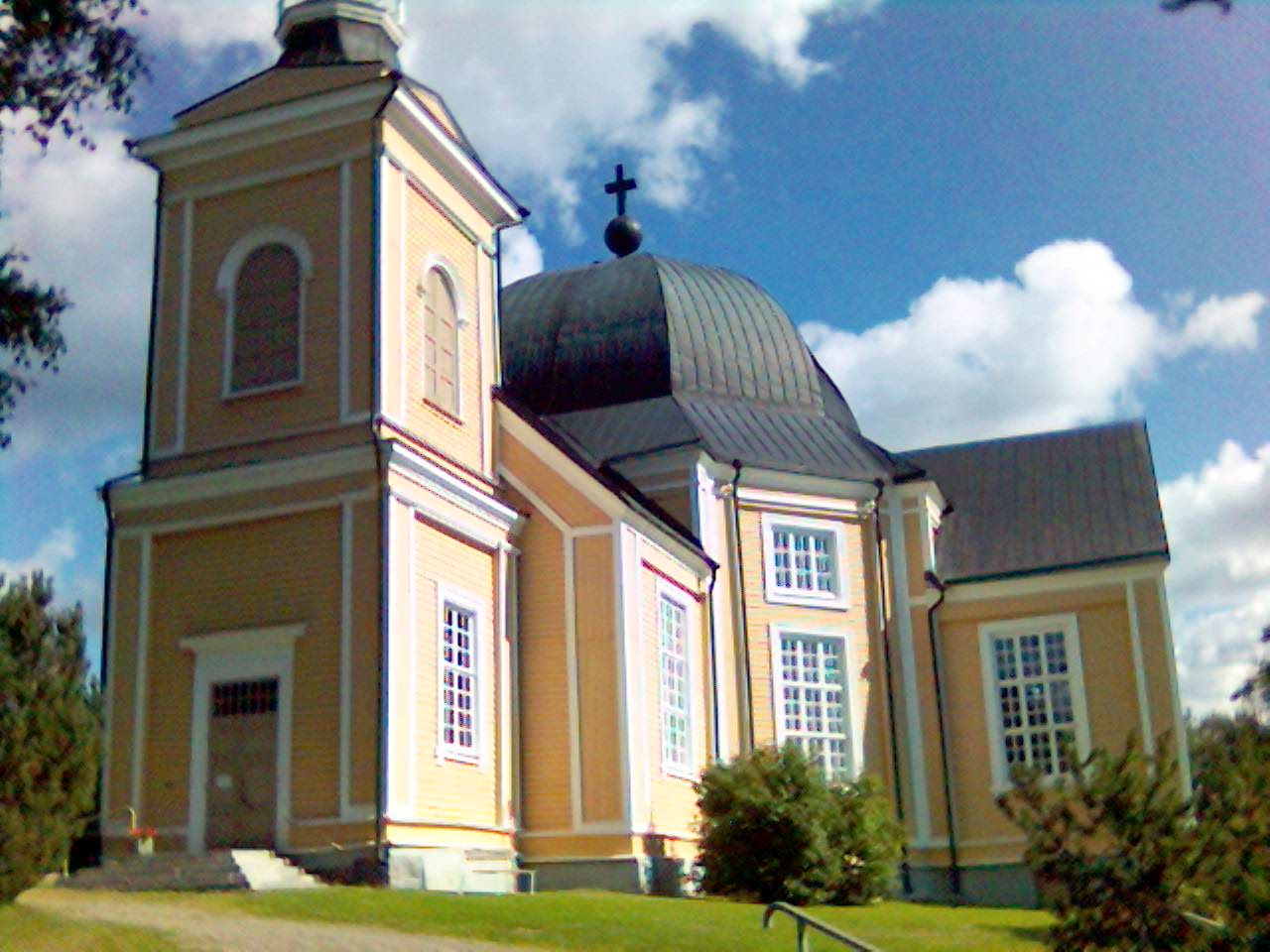